# Kalanchoe grandidieri
Kalanchoe grandidieri és una espècie de planta suculenta del gènere Kalanchoe, de la família de les Crassulaceae.

## Descripció
És un arbusts perenne, molt robust, de fins a 3 m d'alçada, totalment glabre.
Les tiges erectes, gruixudes, de 2 a 7 cm de diàmetre, poc o molt ramificades, blanquinoses, amb escorça resinosa.
Les fulles són sèssils, molt carnoses, d'1 cm de gruix, dures i pesades, oblongues, obovades a espatulades, carinades, de 4 a 15 cm de llarg i de 2 a 7 cm d'ample, punta obtusa, mucronada aguda, base atenuada, marges sencers.
Les inflorescències de tirs estrets, de 20 a 50 cm de llarg, peduncle de 40 a 60 cm, pedicels carnosos, de 6 a 8 mm de llarg.
Les flors són dures, erectes a pèndules; calze verd, campanulat; tub d'1 a 3,5 mm; sèpals àmpliament triangulars, aguts, d'1 a 4 mm de llarg i ample; corol·la violeta, carnosa; tub urceolat, bruscament de 4 angles, de 12 a 25 mm de llargada i de 7 a 10 mm de diàmetre; pètals ovats, mucronats aguts, marges membranosos, de 4 a 7,5 mm de llarg i de 4 a 5,5 mm d'ample, estams inclosos, anteres grogues.
Aquesta bonica espècie és una de les de major creixement de Kalanchoe. Tot i el seu lent creixement, és fàcil de cultivar i es pot propagar a partir de fulles individuals.

## Distribució
Planta endèmica del sud-oest de Madagascar (altiplà de Mahafaly). Creix sobre pedra calcària.

## Taxonomia
Kalanchoe grandidieri va ser descrita per Henri Ernest Baillon (Baill.) i publicada a Hist. pl. Madag., Atlas t. 57. 1888.

### Etimologia
Kalanchoe: nom genèric que deriva de la paraula cantonesa "Kalan Chauhuy", 伽藍菜 que significa 'allò que cau i creix'.
grandidieri: epítet atorgat en honor del naturalista francés Alfred Grandidier.

### Sinonímia
- Sarcocaulon curralii  Heckel (1908)
- Kalanchoe delescurei  Hamet ex H.Perrier (1923)

Existeix la varietat Kalanchoe grandidieri var. itampolensis Desc.